# Elbschloss-Brauerei

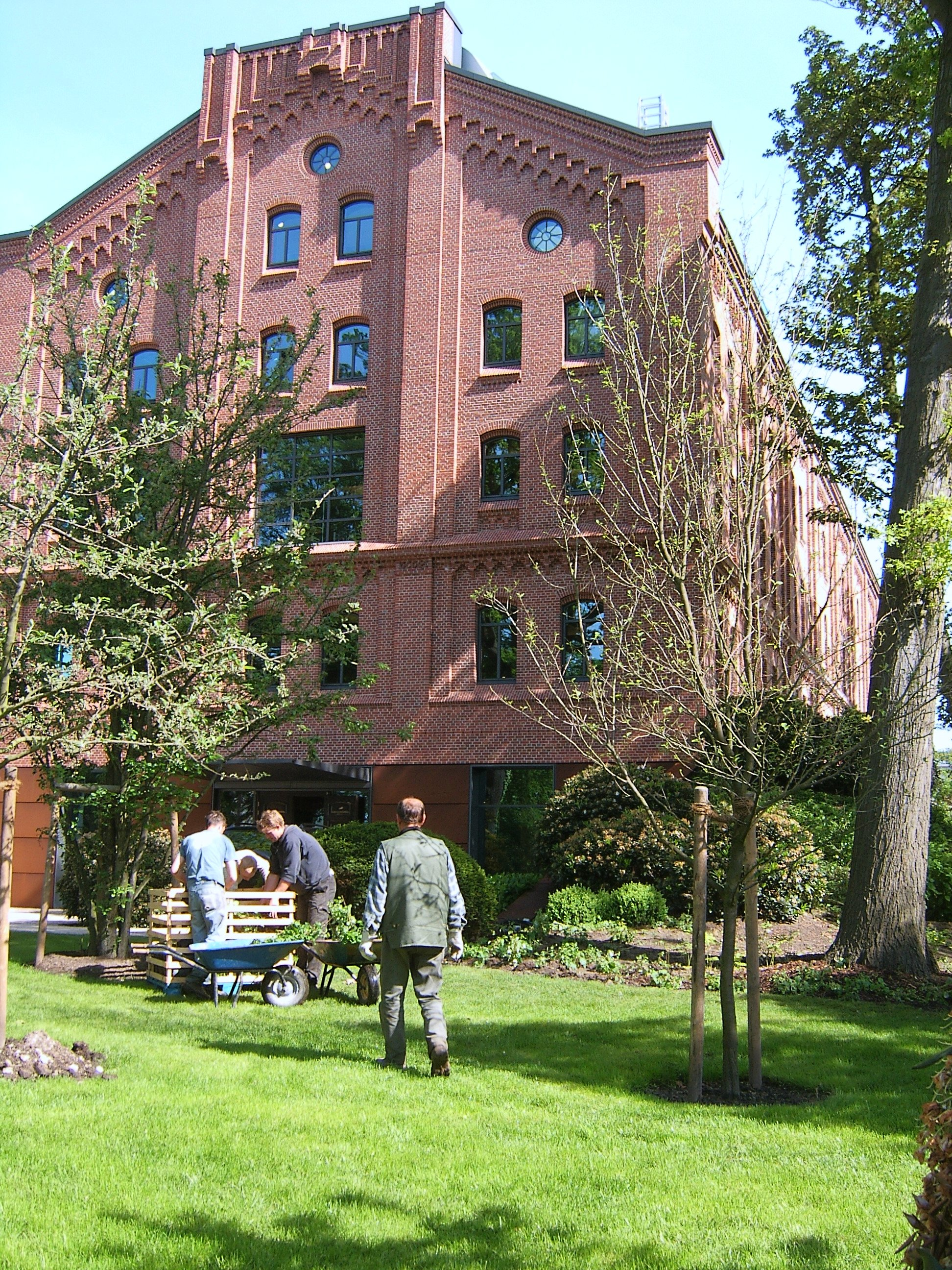
Gebäude der Elbschloss-Brauerei

Die Elbschloss-Brauerei wurde 1881 im preußischen Nienstedten (1927 nach Altona eingemeindet, das seit 1937 zu Hamburg gehört) gegründet und war der einzige bedeutende Industriebetrieb dieses Ortes. Sie wurde auf Teilen des ehemaligen Parkgeländes errichtet, das zum 1804–1806 von Christian Frederik Hansen erbauten klassizistischen Landhaus Baur gehörte. Das Landhaus Baur wurde im Volksmund „Elbschlösschen“ genannt, woraus sich der Name der Brauerei ableitete.
Bekannteste Marke dieser Brauerei war das Ratsherrn Pils, das 1978 in der Größenordnung von 150.000 Hektolitern gebraut worden sein dürfte. Des Weiteren wurde das 1988 geschaffene dunkle Pils Dübelsbrücker Dunkel gebraut, ein Hinweis auf das benachbarte Teufelsbrück.

## Geschichte
1918 wurde die benachbarte Exportbrauerei Teufelsbrücke AG angegliedert. Nach einer Produktionsunterbrechung in Folge des Zweiten Weltkriegs folgte insbesondere nach der Währungsreform 1948 ein stetiger Aufschwung, der in den Jahren 1953 und 1954 größere Investitionen erlaubte. 1982 wurde die Elbschloßbrauerei in eine Aktiengesellschaft unter der Firma Elbschloss-Brauerei AG umgewandelt. 1993 kam es zur Eingliederung in den Brau-und-Brunnen-Konzern. 1994 wurde der Brauereibetrieb auf die Elbschloss-Brauerei GmbH übertragen, die AG blieb Besitzgesellschaft des Betriebsanwesens. Im Jahre 1996 wurde die Elbschloß-Brauerei AG in die ebenfalls zu Brau und Brunnen gehörende Bavaria-St. Pauli-Brauerei AG integriert. Als 1997 Brau und Brunnen die Braustätten in Hamburg schließen wollte, erwarb 1998 nach massiven Protesten die Stadt Hamburg die Bavaria-St. Pauli-Brauerei GmbH und verkaufte sie bald darauf an die Holsten-Brauerei AG weiter. Der Braubetrieb an der Elbchaussee wurde 1997 endgültig eingestellt, die Fabrikationsanlagen demontiert und nach Rumänien verschifft.
Der Brauerei gehörte eine Schänke an der Elbchaussee, die 1975 verkauft und von Armin und Emmi Scherrer 1976 als Landhaus Scherrer eröffnet wurde.

## Heutige Situation
In der unter Denkmalschutz stehenden Alten Mälzerei richtete nach aufwändiger Renovierung die Reederei Peter Döhle Schiffahrts-KG ihren Unternehmenssitz ein (Bilder 1, 2). Auf dem übrigen Gelände entstanden in Neubauten gehobene Eigentumswohnungen und 2001 mit der Elbschloss-Residenz eine Seniorenwohnanlage. Dabei blieben Teile der alten Front des Brauereiausschanks erhalten (Bild 2). Die Seniorenresidenz führt mit einem öffentlichen Restaurant die traditionelle Funktion des heute denkmalgeschützten Gebäudes weiter.

Die ehemalige „Elbschloss-Brauerei“
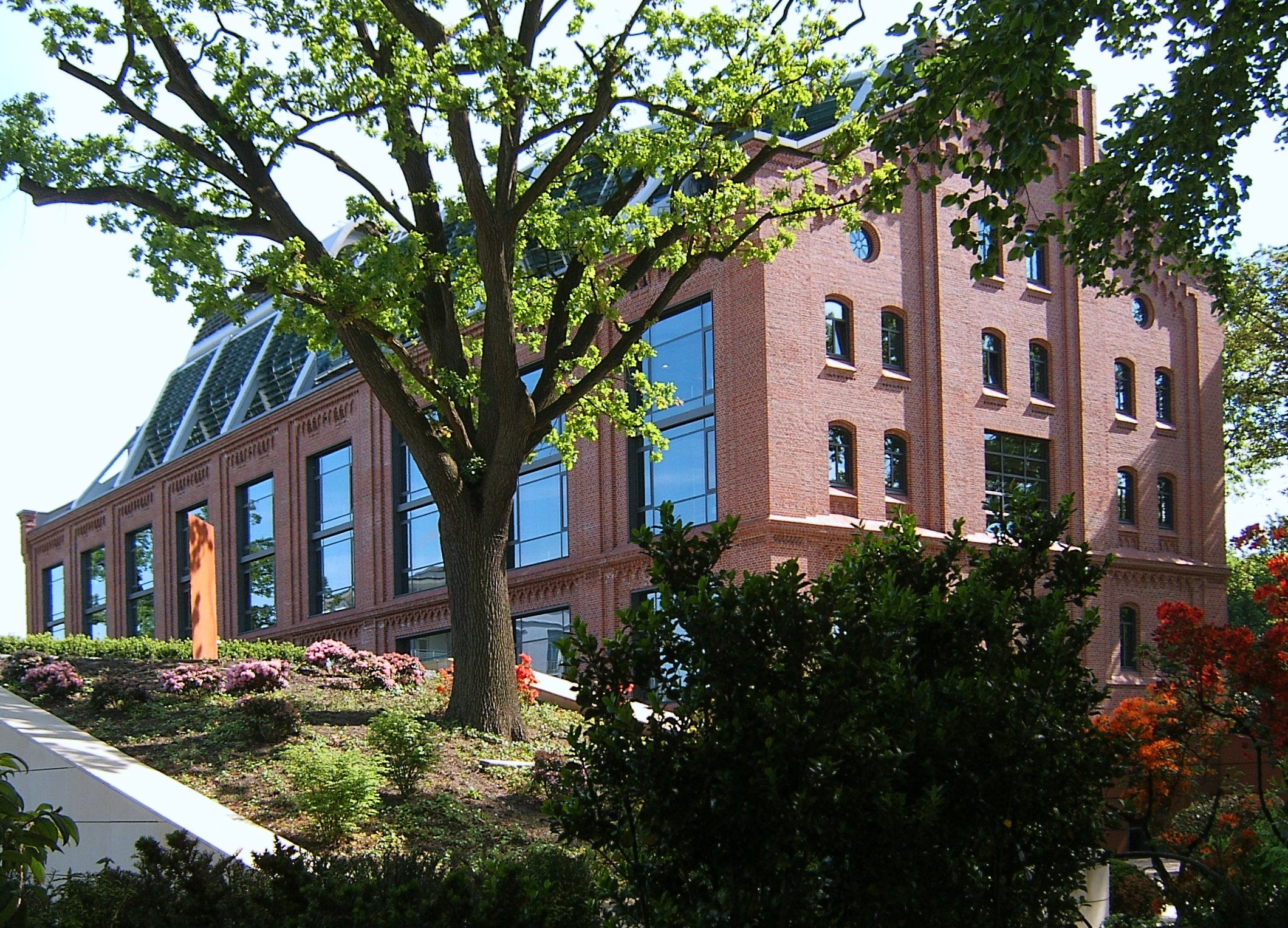
„Neue Mälzerei“ (1)
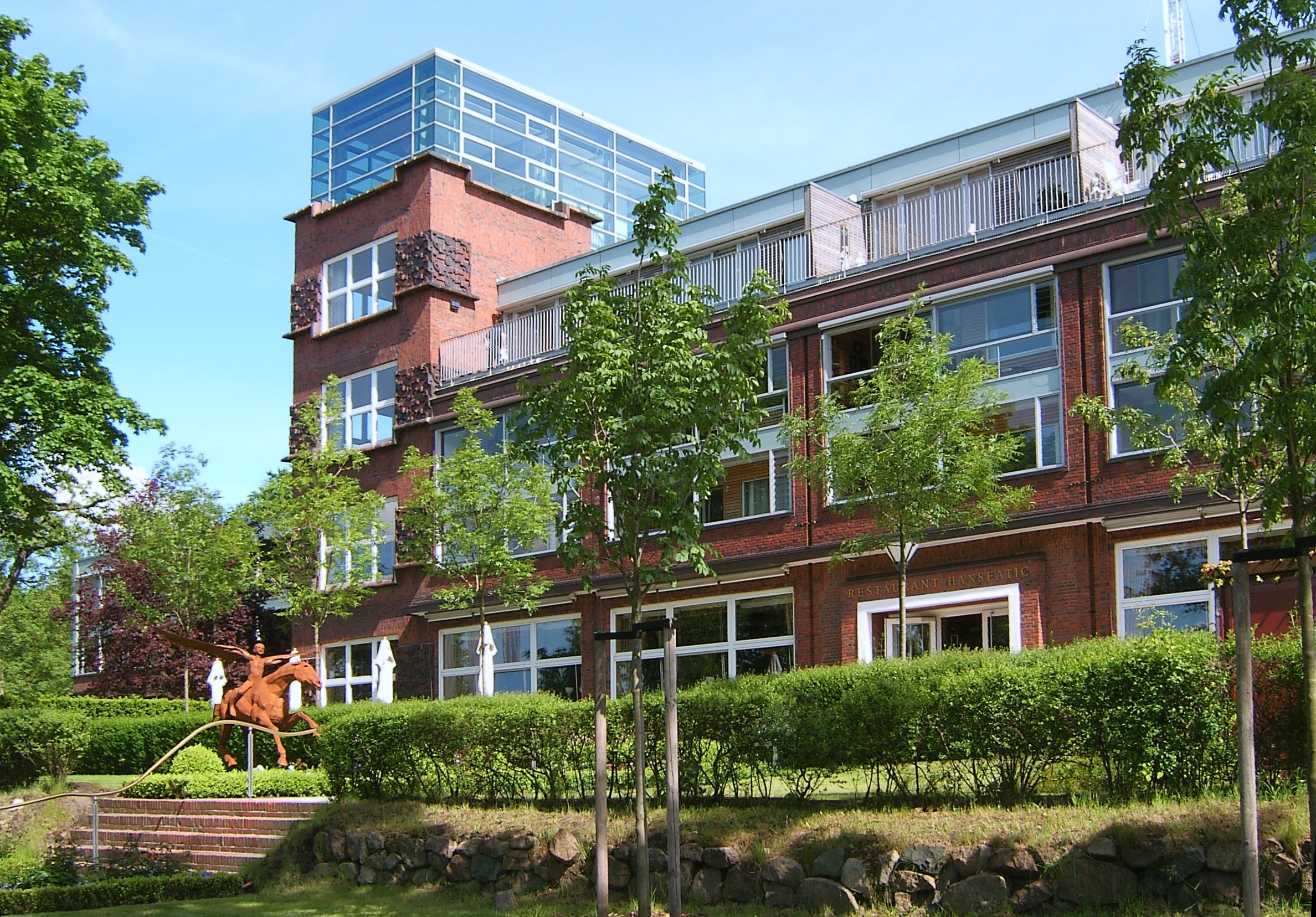
„Brauereiausschank“ (2)

## Werbesprüche
"Man sagt, die Axt im Hause, erspart den Zimmermann, denn der macht Elbschloss-Pause, sooft er immer kann" Bierdeckel, Datum unbekannt